# Port Townsend
La ville de Port Townsend est le siège du comté de Jefferson, situé dans l'État de Washington, aux États-Unis. Sa population s’élevait à 9 113 habitants lors du recensement de 2010, estimée à 9 551 habitants en 2017.

## Géographie
Port Townsend est située à l'extrême nord-est de la péninsule Olympique, à l'extrémité nord d'une grande baie semi-protégée.

## Démographie
| Groupe            | Port Townsend | Washington | États-Unis |
| ----------------- | ------------- | ---------- | ---------- |
| Blancs            | 92,4          | 77,3       | 72,4       |
| Métis             | 3,1           | 4,7        | 2,9        |
| Asiatiques        | 1,7           | 7,2        | 4,8        |
| Amérindiens       | 1,1           | 1,5        | 0,9        |
| Autres            | 0,8           | 5,2        | 6,2        |
| Afro-Américains   | 0,5           | 3,6        | 12,6       |
| Océaniens         | 0,3           | 0,6        | 0,2        |
| Total             | 100           | 100        | 100        |
|                   |               |            |            |
| Latino-Américains | 3,4           | 11,2       | 16,7       |

Selon l'American Community Survey, pour la période 2011-2015, 94,67 % de la population âgée de plus de 5 ans déclare parler anglais à la maison, alors que 1,13 % déclare parler l'espagnol, 1,07 % le vietnamien, 0,85 % le coréen, 0,55 % l'allemand et 1,72 % une autre langue.

## Source
- (en) Cet article est partiellement ou en totalité issu de l’article de Wikipédia en anglais intitulé « Port Townsend, Washington » (voir la liste des auteurs).